# Genicanthus semifasciatus
Genicanthus semifasciatus là một loài cá biển thuộc chi Genicanthus trong họ Cá bướm gai. Loài này được mô tả lần đầu tiên vào năm 1934.

## Từ nguyên
Từ định danh của loài được ghép bởi hai từ trong tiếng Latinh: semi ("một nửa") và fasciatus ("có sọc"), hàm ý đề cập đến các dải sọc ở hai bên thân của cá đực không kéo dài xuống phần thân dưới.

## Phạm vi phân bố và môi trường sống
G. semifasciatus là loài bản địa của Tây Nam Thái Bình Dương. Loài này được ghi nhận từ các nhóm đảo phía bắc Philippines, ngược lên phía bắc đến đảo Đài Loan, quần đảo Ryukyu, quần đảo Izu và quần đảo Ogasawara, cũng như vùng biển phía nam Nhật Bản.
Loài này sống gần các rạn san hô và đá ngầm ở độ sâu khoảng từ 15 đến 200 m.

## Mô tả
G. semifasciatus có chiều dài cơ thể tối đa được biết đến là 21 cm. G. semifasciatus là loài dị hình giới tính.
Cá cái và cá con: nửa thân trên có màu nâu phớt vàng, còn nửa dưới màu trắng. Phía trên mắt có một đốm đen hình tam giác, và một vệt đen trên nắp mang; hai vệt đen này được ngăn cách bởi một dải màu trắng. Quanh mắt có một vòng màu xanh lam sáng. Gốc vây đuôi có màu đen, kéo dài sang hai thùy đuôi; vùng giữa vây đuôi màu trắng. Vây lưng và vây hậu môn tiệp màu với vùng thân ở vị trí đó. Các vây còn lại trắng.
Cá đực: thân trên màu nâu nhạt với các dải sọc dọc màu nâu sẫm (không kéo dài xuống phần bụng); thân dưới màu trắng. Đầu có một dải màu vàng cam kéo dài đến giữa thân (sẫm màu cam hơn ở vùng quanh mắt). Quanh mắt có một vòng màu xanh lam sáng. Vây lưng và vây đuôi màu nâu nhạt, lốm đốm các vệt vàng cam; hai thùy đuôi nâu sẫm hơn. Vây hậu môn màu xám phớt vàng. Các vây còn lại trắng.
Số gai vây lưng: 15; Số tia vây ở vây lưng: 15–16; Số gai vây hậu môn: 3; Số tia vây ở vây hậu môn: 17; Số tia vây ở vây ngực: 16–17.

## Sinh thái
G. semifasciatus thường sống thành từng nhóm nhỏ với một con đực thống trị cùng bầy cá cái trong hậu cung của nó. G. semifasciatus được ghi nhận là đã lai tạp với Genicanthus takeuchii (tại quần đảo Ogasawara) và Genicanthus melanospilos (tại vùng biển Nam Nhật Bản và Bắc Philippines).
G. semifasciatus được xem là một loài cá cảnh nhưng rất hiếm khi được đánh bắt (chủ yếu được thu thập từ Philippines).

### Trích dẫn
- J. E. Randall (1975). "A revision of the Indo-Pacific angelfish genus Genicanthus, with descriptions of three new species". Bulletin of Marine Science. Quyển 25 số 3. tr. 393–421.